# Grainville-la-Teinturière

Grainville-la-Teinturière este o comună în departamentul Seine-Maritime, Franța. În 1 ianuarie 2022 avea o populație de 1.060 de locuitori.